# フランク・ハーディング
フランク・ハーディング (Frank Harding、1864年 - 1939年7月16日) は、アメリカ合衆国の実業家、ティン・パン・アレーの音楽出版事業者で、ソング・プラガーを用いる、いわゆるプラギング (plugging) の手法を編み出したとされる人物。ハーディングは、歌手たちに報酬を支払い、店やビアホールなどで、自身が出版する楽曲を歌わせて、広く知られるように仕向け、顧客を得ようとした。ハーディングは、1880年代から1920年代にかけて、顕著な活動があった。
ティン・パン・アレーの音楽出版事業者の多くが、1880年代に音楽出版事業に新規参入した「生意気な若者たち (brash young men)」であったのに対し、ハーディングは父親の代からの「真剣な (serious)」音楽出版事業（クラシック系の芸術音楽を扱う音楽出版事業）を継承した上で、トニー・パスターのショーのために、ポピュラー音楽を扱うようになっていた。ハーディングは、自作の楽曲を出版し、他のソングライターの楽曲を買い入れることもしていた。彼にまつわる逸話としては、楽曲の対価としてビールを振る舞ったとか、ポーカーで勝って楽曲を手に入れたといったものが伝わっている。
このほか、出版される楽譜に肖像を掲載する演者から料金を取ることも、彼が行っていた事業のひとつであった。料金を課した上で、彼は演者が希望するだけ楽譜を渡していたが、他方では、裏表紙に載せた広告からも掲載料を取っていた。
後にハーディングは、その事業をエドワード・B・マークス (Edward B. Marks) というセールスマンに売却したが、マークスはやがてティン・パン・アレーの大物になった。E・B・マークス (E. B. Marks) の出版物は、その後、カーリン・アメリカが出版することとなった。